# Maria de Jesús d'Ágreda
María Jesús de Ágreda o María Coronel y Arana (Ágreda, Soria, 2 d'abril de 1602 — 24 de maig de 1665) va ésser una religiosa castellana, franciscana de l'Orde de la Immaculada Concepció, abadessa del convent d'Ágreda. Escriptora mística i consellera de Felip IV d'Espanya, ha estat proclamada venerable per l'Església Catòlica Romana.

## Biografia

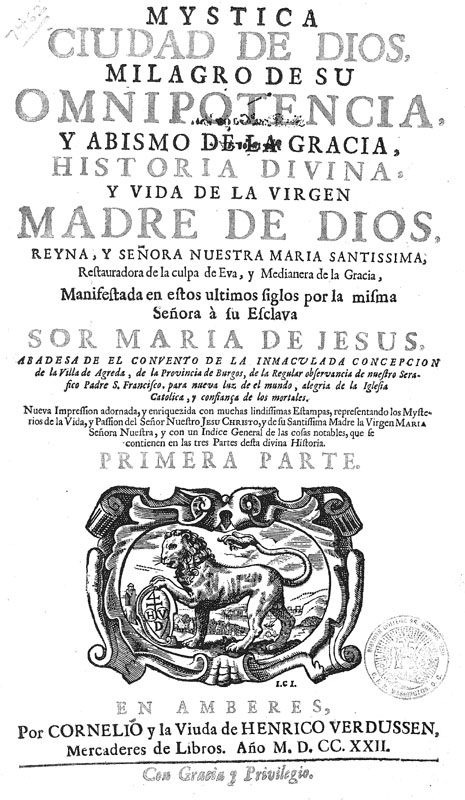
Portada de la seva obra mística més coneguda.

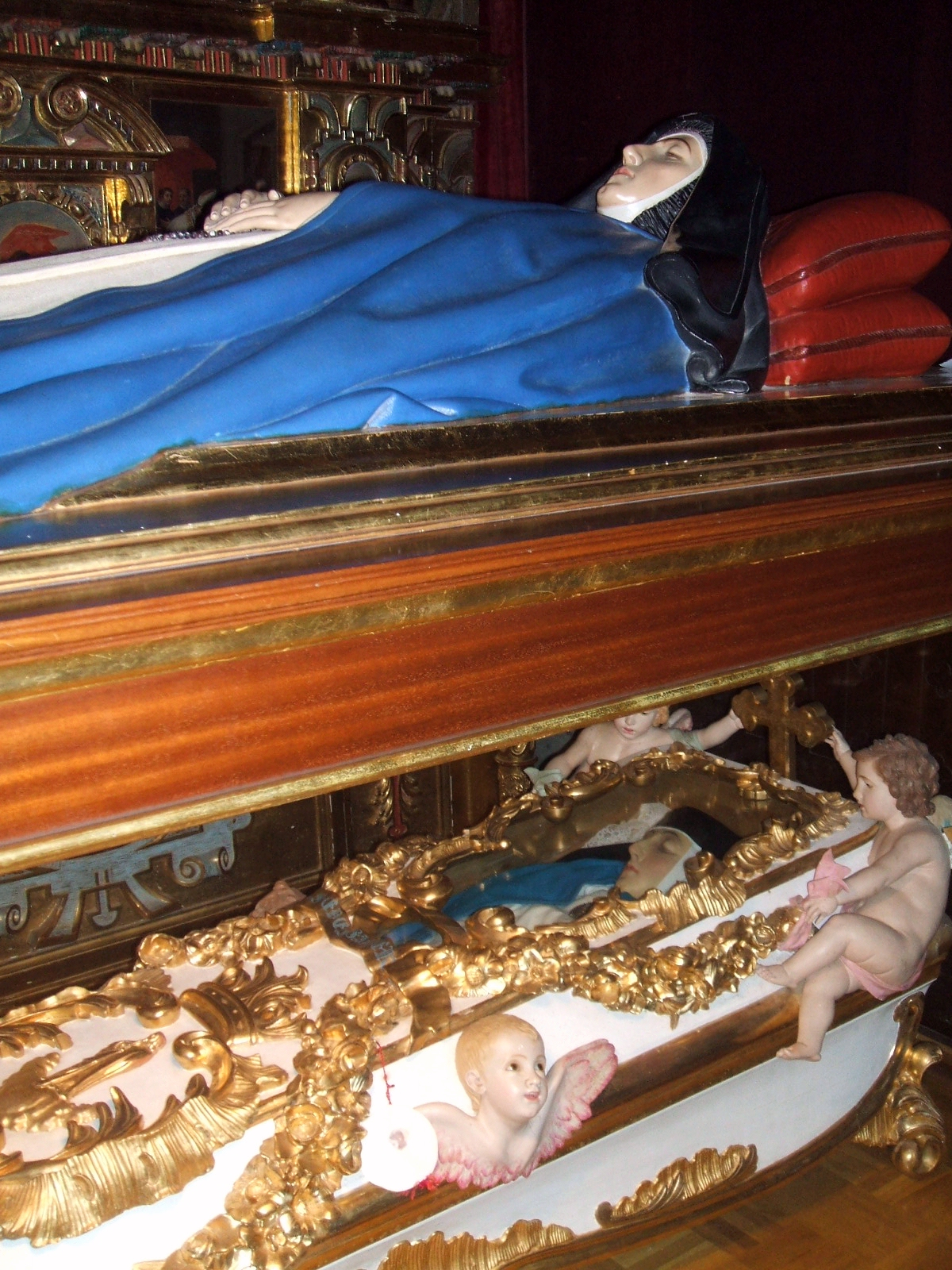
Cos incorrupte de la venerable.

María Fernández Coronel y Arana va néixer a Ágreda (província de Sòria), filla de Francisco Coronel i Ana Arana. Des de petita era molt devota, com els seus pares, i va manifestar la seva intenció d'ésser religiosa. Quan Maria tenia quinze anys, tota la família va adoptar la vida religiosa: el pare, que en tenia cinquanta, va entrar en el convent franciscà de San Antonio de Nalda; els dos germans van continuar els estudis per fer-se clergues i la mare, la germana i Maria van fundar un convent on acolliren tres monges concepcionistes el 1618.
El gener de 1619, Maria, la seva mare Catalina i la seva germana Jerónima es feren novícies, prenent els noms de Maria de Jesús, Caterina del Santíssim Sagrament i Jerònima de la Santíssima Trinitat, professant l'any següent. El creixement de la comunitat va fer que es construís un nou convent a Ágreda, obert el 1633 i construït amb les donacions dels fidels. El 1627, quan va morir la seva mare i amb només 25 anys, fou nomenada abadessa del convent. Hi adquirí fama de santedat a causa de les seves penitències i mortificacions, que van fer que fos processada pel tribunal de la Inquisició. Va tenir episodis místics d'aparicions de la Mare de Déu, èxtasis i, suposadament, levitacions i bilocacions. A partir de les revelacions místiques va escriure la seva obra Mística ciudad de Dios.
Entre 1643 i 1665 va mantenir una correspondència continuada amb el rei Felip IV, de qui va esdevenir consellera no només espiritual, sinó també en afers d'estat. Se'n conserven unes 600 cartes.
Va morir al mateix convent el 24 de maig de 1665.

## Obra
De naturalesa ascètica i mística, la seva obra revela l'evolució de la seva vida espiritual. La més coneguda fou Mística ciudad de Dios, inicialment prohibida per la Inquisició, que compta amb més de 173 edicions en diferents llengües i té un estil barroc d'una certa qualitat literària.
A més, va escriure:
- Escala ascética
- Ejercícios cotidianos y doctrina para hacer obras com mayor perfección
- Conceptos y suspiros del corazón para alcanzar el verdadero objetivo de agradar al Esposo y Señor
- Mística ciudad de Dios
- Correspondència privada amb Felip IV, editada en part, modernament.

## Veneració
El 1673 se'n va obrir el procés de beatificació, i va ser declarada venerable per Climent X. El contingut polèmic d'algunes obres seves, investigades i prohibides per la Inquisició, van aturar temporalment el procés, que s'ha tornat a reprendre el 1990. El seu cos es conserva incorrupte, i s'exposa a l'església del convent concepcionista d'Ágreda.